# Částkov (district d'Uherské Hradiště)
Pour les articles homonymes, voir Částkov.
Částkov (en allemand : Czastkow ; en 1939-1945 : Tschastkow) est une commune du district d'Uherské Hradiště, dans la région de Zlín, en République tchèque. Sa population s'élevait à 384 habitants en 2020.

## Géographie
Částkov se trouve à 11 km au nord-ouest d'Uherské Hradiště, à 14 km au sud-sud-ouest de Zlín, à 75 km à l'est-sud-est de Brno et à 254 km au sud-est de Prague.
La commune est limitée par Svárov au nord, par Kelníky et Velký Ořechov à l'est, par Pašovice et Prakšice au sud, et par Nedachlebice et Březolupy à l'ouest.

## Histoire
La première mention écrite du village date de 1321.